# Marie Duplessis
Marie Duplessis, pseudonimo di Alphonsine Rose Plessis, divenuta poi la contessa di Perrégaux (Nonant-le-Pin, 15 gennaio 1824 – Parigi, 3 febbraio 1847), è stata una celebre figura di cortigiana che ha ispirato numerose opere letterarie, teatrali e cinematografiche.
Tra le più famose vi è l'opera letteraria di Alexandre Dumas figlio La signora dalle camelie (nella quale la protagonista assume il nome di Marguerite Gautier), romanzo dal quale è tratta la celeberrima opera lirica di Giuseppe Verdi La traviata (con il nome di Violetta Valéry).

## Biografia
Nata in un paesino della Bassa Normandia, trascorre l'infanzia in estrema povertà. Il padre, alcolizzato e violento, non è in grado di sostentare la famiglia e le due figlie Alphonsine e Delphine vivono condizioni di profondo disagio. Alphonsine, appena adolescente, inizia a lavorare prima come cameriera d'albergo a Exmes poi in una fabbrica di ombrelli a Gacé, sempre nelle vicinanze del paese d'origine.
Successivamente si trasferisce, in cerca di fortuna, a Parigi dove continua a mantenersi con lavori umili. Divenuta l'amante di un commerciante, inizia un percorso che la porterà a diventare, a soli sedici anni, una protagonista della vita mondana della capitale. Dotata di una notevole intelligenza, si dedica alla lettura, impara a suonare discretamente il pianoforte e riesce a formarsi una vasta cultura da autodidatta, il tutto con ritmi rapidissimi. È dotata di un fascino naturale, di spontaneità, di un temperamento passionale e coinvolgente.
Cadono ai suoi piedi, uno dopo l'altro, uomini di primissimo piano catturati dalla sua bellezza e freschezza, ma soprattutto dal suo spirito e dalla sua vivacità. Cambia anche nome, assumendo quello di Marie Duplessis, in cui l'aggiunta del du al cognome d'origine (Plessis), conferisce un tocco aristocratico. Comincia ad apparire sempre più spesso nei posti frequentati dalla migliore società. Si fa ritrarre dal pittore più alla moda: Édouard Vienot, nello studio del quale, in rue de la Victoire n. 92, si ritrovano i più noti rappresentanti del bel mondo parigino.
Delle tante relazioni di Marie, desta grande scandalo quella con Agénor de Gramont, principe di Bidache, duca di Gramont e di Guiche, rampollo di una famiglia illustre destinato a diventare un uomo politico di primo piano nella Francia di Napoleone III. Agénor è costretto dalla famiglia, che è intervenuta nel tentativo di tacitare l'ondata di pettegolezzi, a lasciare Parigi. La situazione era divenuta insostenibile a causa del comportamento di Agénor, che voleva costantemente al suo fianco Marie in tutte le occasioni pubbliche. Proprio per questo l'abbandono la ferisce e umilia anche socialmente.

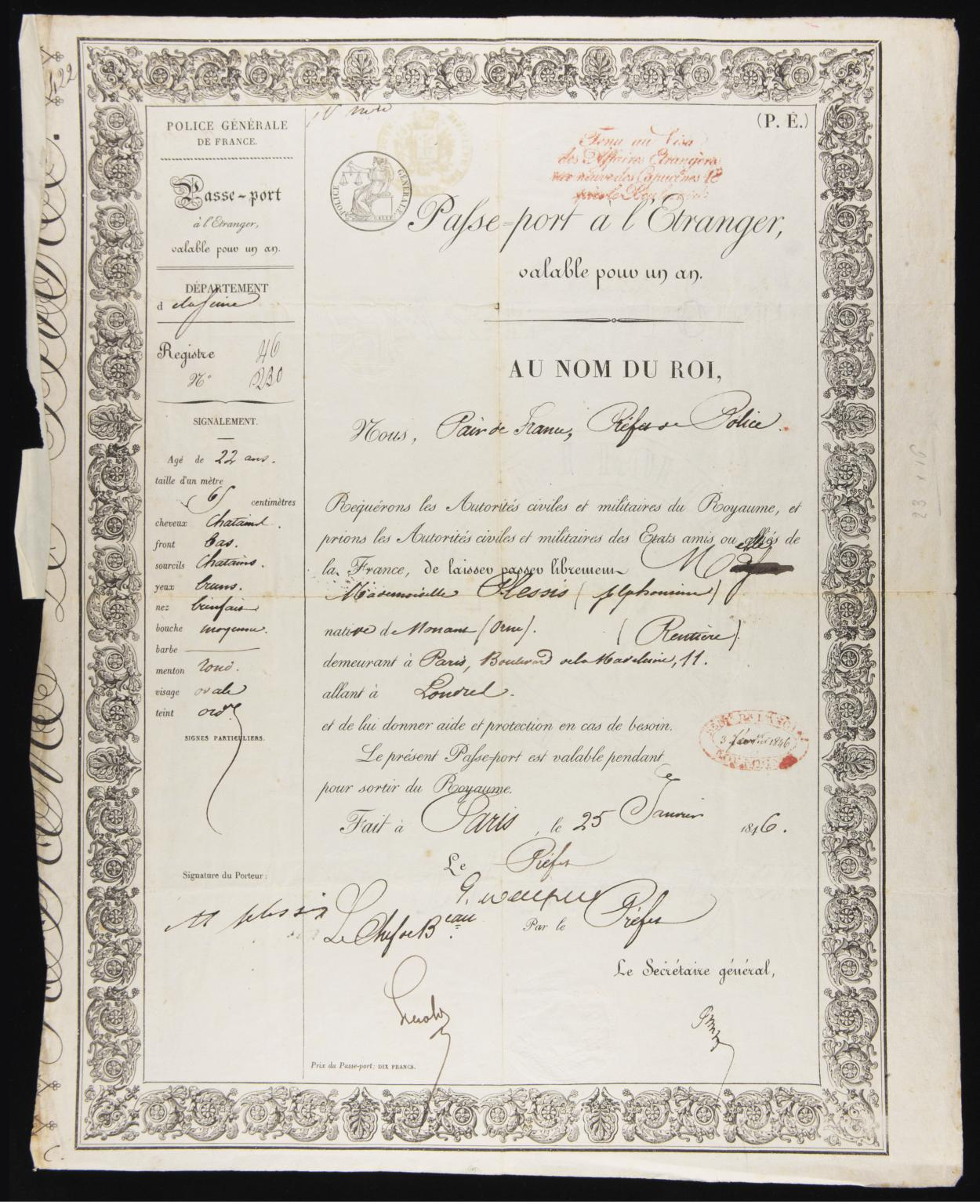
Passaporto di Alphonsine Plessis del 1846

Fisicamente era longilinea, nera di capelli, di carnagione chiara e con occhi molto particolari di taglio allungato. Ci viene descritta così da uno dei suoi amanti, Alexandre Dumas figlio, che ebbe una relazione con lei dal settembre 1844 all'agosto 1845. Alexandre e Marie trascorrono un periodo insieme in campagna a Saint-Germain-en-Laye, un piccolo comune dell'Ile de France a poca distanza da Parigi e questi ricordi saranno trasformati in materia letteraria nel momento in cui Alexandre comporrà la sua opera più nota: La signora delle camelie (La Dame aux Camélias).
La relazione finisce improvvisamente quando lo scrittore, d'impulso, la tronca con una lettera in cui prende le distanze, più che da Marie, dal dolore che una vicenda così coinvolgente non poteva non provocare. Altrettanto d'impulso Marie si getta tra le braccia del compositore Franz Liszt e poi del conte Édouard de Perrégaux, col quale convola a nozze a Londra nel 1846.
Il matrimonio si conclude con un fallimento e Marie rientra a Parigi dove si sfinisce in una vita sempre più tumultuosa e disordinata, quasi a voler esorcizzare la malattia che avanza inesorabilmente. Sopraffatta dal male che la consuma, si ritira in un appartamento al numero di 11 di boulevard de la Madeleine dove muore di tisi il 3 febbraio 1847. Soltanto due dei suoi tanti ammiratori sono al suo capezzale: il conte svedese von Stakelberg e il marito conte de Perrégaux.
Ai suoi funerali partecipa una folla enorme e la vendita all'incanto dei suoi beni, disposta per risarcire i numerosi creditori, vedrà i partecipanti strapparsi di mano, con morbosa attrazione, gli oggetti andati all'asta. Leggendo il manifesto che annuncia la vendita per il venerdì 27 febbraio 1847, cioè soli 24 giorni dopo la morte di Marie, si può percepire quale fosse il tenore di vita della scomparsa: mobili, gioielli, argenterie, un intero guardaroba con capi lussuosi, carrozza e cavalli.

## Influenza culturale
La vicenda ispirò una serie di opere letterarie e teatrali, la più famosa delle quali La signora delle camelie, opera dello stesso Dumas il quale, dopo aver dato alle stampe con successo il testo letterario nel 1848, ne trasse nel 1852 un dramma che ebbe un successo altrettanto clamoroso e dal quale fu poi tratta la trama dell'opera La traviata di Giuseppe Verdi, andata in scena nel marzo del 1853. Se è vero che l'opera di Dumas era largamente ispirata alla relazione di Marie con Agénor Gramont, è altrettanto vero che l'autore attinse a piene mani dai ricordi personali che conservava nitidissimi a così breve distanza dalla morte di Marie.

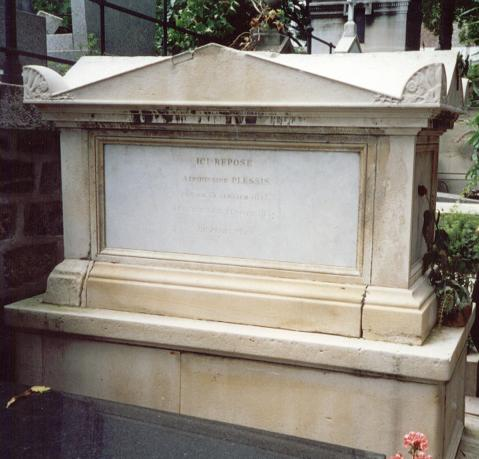
La tomba di Marie Duplessis nel cimitero di Montmartre

L'irresistibile binomio amore-morte, quasi un archetipo letterario, pur essendo spesso abusato, in questo caso non è mai stucchevole, forse proprio per la dignità che viene conferita ai fatti dalle vicende reali della protagonista e dalla sua prematura tragica morte. Di aver rappresentato una persona reale Dumas stesso non fece mai mistero anzi spiega che:
Dice inoltre che non essendo ancora nell'età per scrivere opere d'invenzione, si è limitato a narrare fatti reali. E facendosi spesso travolgere dall'ondata di emozioni che la storia suscitava ancora nel suo animo.
Così la breve e intensa vita di Marie Duplessis viene consegnata all'eternità. La piccola tomba nel cimitero di Montmartre, lo stesso nel quale riposa Dumas, è tuttora meta di un intenso pellegrinaggio e la figura di Marie è divenuta un'icona romantica che passa intatta attraverso le mode e le epoche.

## Sociologia della “lorette”

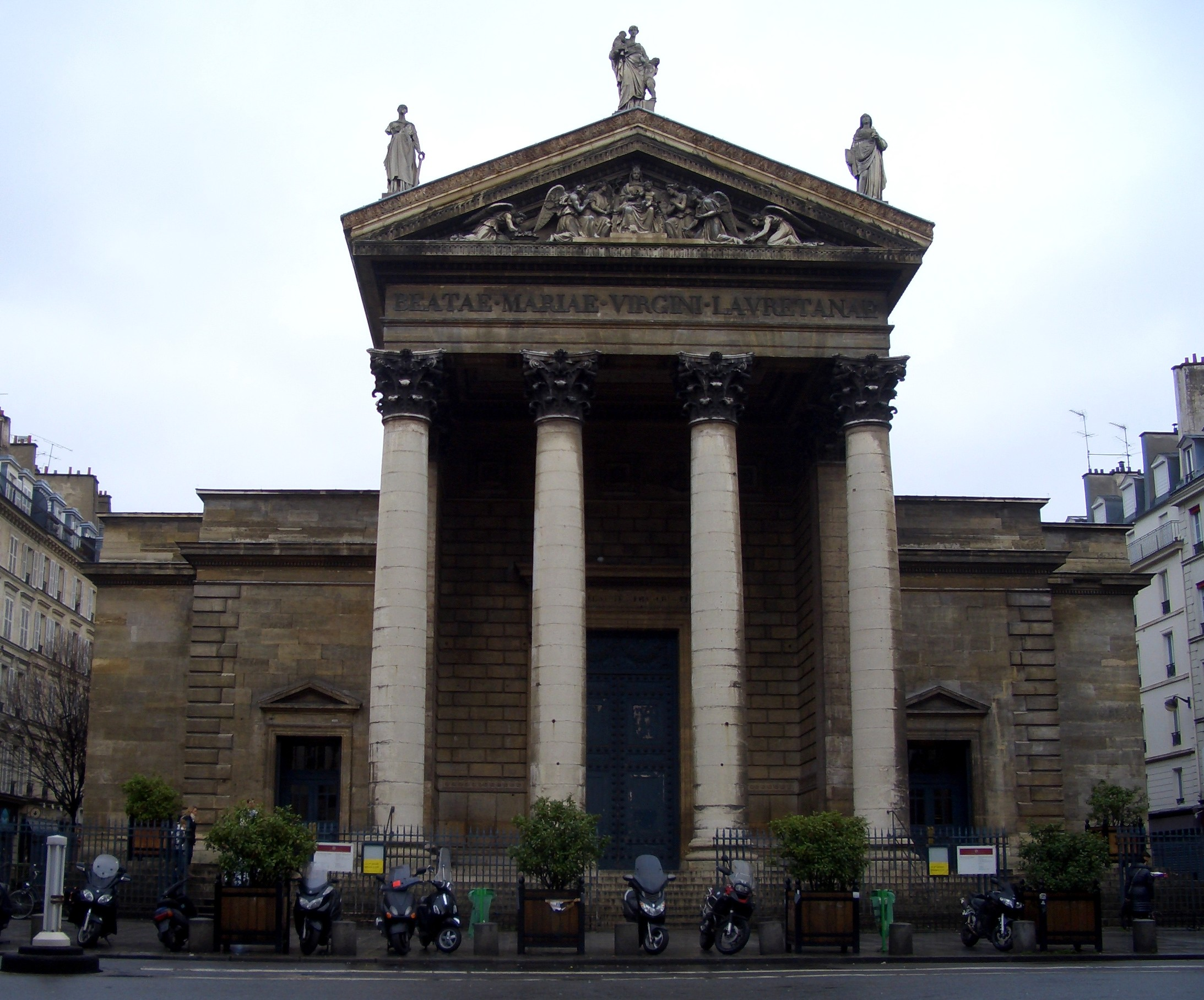
La chiesa di Notre Dame de Lorette

Marie Duplessis è la più famosa rappresentante di una categoria che si va affermando intorno alla prima metà dell'Ottocento: quella delle cosiddette lorettes. Il termine fu coniato nel 1840 da Nestor Roqueplan. Con tale neologismo s'intendeva indicare une femme galante d'un certain luxe de tenue… cioè una donna galante ovvero una cortigiana, che però possedeva un certo stile.
Il vocabolo trae origine dalla chiesa di Notre-Dame de Lorette, nell'elegante quartiere della Chaussée d'Antin. È la zona intorno all'Opéra e alla Madeleine. L'uso di un termine "leggero" quasi un toponimo riuscì a legittimare, nell'uso comune, la definizione di una professione cui era poco opportuno, nelle conversazioni, fare riferimento.
Il termine di nuovo conio ebbe immediata diffusione e numerosi autori cominciarono a utilizzarlo.
L'affermarsi delle lorettes, cioè ragazze di grande bellezza, eleganza, fascino, ottime conversatrici, esperte ballerine, dotate di spirito che le fa brillare in società, è da collegare con l'avvento al potere, in Francia, di una borghesia che si va definitivamente consolidando durante il regno di Luigi Filippo. Al democratizzarsi della vita politica si accompagna il sorgere di una nuova classe protagonista del mondo industriale, bancario e finanziario. Si formano importanti fortune economiche e si crea quindi spazio per una figura enormemente diversa dalla maîtresse en titre, cioè l'amante cosiddetta “titolare” in voga sotto l'Ancien Régime.
Il panorama sociale ed economico è totalmente cambiato: durante i regni di Luigi XIV e Luigi XV si assisteva alla vorticosa carriera di donne, dotate di grande intelligenza e altrettanta spregiudicatezza, che divenivano figure chiave tanto a corte quanto presso personaggi di spicco della nobiltà o del mondo finanziario dei grandi Fermiers (cioè degli appaltatori delle imposte), accumulando fortune ingentissime. Con l'avvento di un sistema economico molto meno accentrato, le fortune finanziarie si moltiplicavano nel numero, senza raggiungere tuttavia i vertici quantitativi del regime precedente.
Così nessuno dei nuovi ricchi è in grado di affrontare i costi dello sfarzo sfrenato in cui vivevano, ai tempi, personaggi come la Montespan o la Pompadour, ma molti sono perfettamente in grado di contribuire al mantenimento di una lorette che vive lussuosamente ma sempre nei termini di un'agiatezza borghese. Il rivolgimento sociale, avvenuto in pochi decenni, è tale che non vi è alcuna riprovazione nei confronti della lorette che viene invitata e partecipa regolarmente a eventi mondani, incontri e feste, al braccio del cavaliere del momento. Personaggi di primissimo piano del mondo economico o della finanza si disputano la compagnia delle più note e altrettanto fanno gli artisti più alla moda.
Di ciò ci si rende conto facilmente esaminando le frequentazioni della Duplessis che intrattenne relazioni alla luce del sole con personaggi come il duca di Gramont, Dumas, Liszt. Il che dimostra come non ci fosse alcuna preclusione sociale nei suoi confronti. La sua vita, al contrario, era circondata da una curiosità morbosa come si rileva dalla affollata partecipazione all'asta dei suoi beni avvenuta pochi giorni dopo la morte.